# 32 Old Slip
Le 32 Old Slip est un gratte-ciel situé à New York (États-Unis) dans le quartier du Financial District de Manhattan.